# Sychesia megalobus
Sychesia megalobus är en fjärilsart som beskrevs av Jordan 1916. Sychesia megalobus ingår i släktet Sychesia och familjen björnspinnare. Inga underarter finns listade i Catalogue of Life.